# Атланта (телесериал)
«Атланта» — американский комедийно-драматический телесериал, созданный исполняющим главную роль Дональдом Гловером. Сериал повествует о четырёх друзьях из Атланты, строящих свой путь на рэп-сцену, стремящихся улучшить свою жизнь и жизнь своих семей. Многие серии изобилуют сюрреалистическими арт-хаусными сценками, а также огромным количеством скрытой сатиры на остросоциальные темы.
FX заказал пилот к 10-серийному сезону в октябре 2015 года. Спустя две недели после премьеры серии, 6 сентября 2016 года, FX объявил, что Атланта был продлен на второй сезон, премьера которого состоялась 1 марта 2018 года. В августе 2019 года стало известно, что сериал продлен на третий и четвёртый сезоны, однако съемки начнутся не раньше 2020 года.
Премьера третьего сезона состоялась 24 марта 2022 года на телеканале FX.
17 февраля 2022 года телеканал FX объявил что четвёртый сезон сериала станет финальным.

## Сюжет
Сериал следует за Эрном (Дональд Гловер) в ходе его повседневной жизни в Атланте, штат Джорджия, как он пытается искупить свою вину в глазах своей подруги Вэн (мать его дочери), своих родителей, и двоюродного брата Альфреда, который читает рэп под псевдонимом Paper Boi. Эрн отчислен из Принстонского университета, у него нет денег и нет дома, и поэтому он остается жить то в доме брата, то со своей девушкой. Однажды Эрн понимает, что его двоюродный брат находится на грани славы, и он отчаянно пытается восстановить с ним связь для того, чтобы улучшить свою жизнь и жизнь своей дочери.
С первого до последнего сезона четверо главных героев незаметно пройдут путь от никому неизвестных неудачников, до признанных высокооплачиваемых звёзд.

## Производство
FX начал развивать шоу в августе 2013 года, а затем в декабре 2014 года FX Networks заказал пилотную серию. Сериал был снят Хиро Мураи в городе Атланта. Сериал был увеличен до 10 эпизодов в октябре 2015 года. Гловер, который вырос в Атланте, а также работает музыкантом, заявил, что «город повлиял на атмосферу шоу».

## Персонажи

### Главные
- Эрнест «Эрн» Марк — Дональд Гловер: молодой менеджер, который не закончил Принстонский университет, пытается подняться с мертвой точки за счет рэп-карьеры своего кузена (Paper Boi)
- Альфред «Paper Boi» Майлз — Брайан Тайри Генри: восходящий рэпер, пытается понять грань между реальной и уличной жизнью. Двоюродный брат Эрна.
- Дариус — Лейкит Стэнфилд: правая рука Альфреда
- Ванесса «Вэн» Кифер — Зази Битц: лучшая подруга Эрна и мать его дочери

### Эпизодические
- Swiff — Харольд Хаус Мур
- Дэйв — Гриффин Фриман
- Ахмад Уйат — Эммет Хантер
- Дишон — Кранстон Джонсон
- Миссис Маркс — Мира Лукреция Тейлор
- Ралейт Маркс — Исайя Уитлок-младший

### Камео
- Migos — в роли самих себя
- Лиам Нисон — в роли самого себя
- Gunna — в роли самого себя

## Список серий
| Сезон | Серии | Серии | Даты показа      | Даты показа     |
| Сезон | Серии | Серии | Первая серия     | Последняя серия |
| ----- | ----- | ----- | ---------------- | --------------- |
| 1     | 10    | 10    | 6 сентября 2016  | 1 ноября 2016   |
| 2     | 11    | 11    | 1 марта 2018     | 10 мая 2018     |
| 3     | 10    | 10    | 24 марта 2022    | 19 мая 2022     |
| 4     | 10    | 10    | 15 сентября 2022 | 10 ноября 2022  |

### Сезон 1 (2016)
| № общий | № в сезоне | Название                                                  | Режиссёр       | Автор сценария                    | Дата премьеры    | Зрители U.S. (млн) |
| ------- | ---------- | --------------------------------------------------------- | -------------- | --------------------------------- | ---------------- | ------------------ |
| 1       | 1          | «Большой взрыв» «The Big Bang»                            | Хиро Мурай     | Дональд Гловер                    | 6 сентября 2016  | 1.08               |
| 2       | 2          | «Улицы на замке» «Streets on Lock»                        | Хиро Мурай     | Стивен Гловер                     | 6 сентября 2016  | 0.955              |
| 3       | 3          | «Разорённый» «Go for Broke»                               | Хиро Мурай     | Стивен Гловер                     | 13 сентября 2016 | 1.07               |
| 4       | 4          | «Эффект Стрейзанд» «The Streisand Effect»                 | Хиро Мурай     | Дональд Гловер                    | 20 сентября 2016 | 0.920              |
| 5       | 5          | «Никто не катит бочки на Бибера» «Nobody Beats the Biebs» | Хиро Мурай     | Стивен Гловер                     | 27 сентября 2016 | 0.860              |
| 6       | 6          | «Ценность» «Value»                                        | Дональд Гловер | Дональд Гловер и Стефани Робинсон | 4 октября 2016   | 0.827              |
| 7       | 7          | «Б.А.Н.» «B.A.N.»                                         | Дональд Гловер | Дональд Гловер                    | 11 октября 2016  | 0.770              |
| 8       | 8          | «Клуб» «The Club»                                         | Хиро Мурай     | Джамал Олори                      | 18 октября 2016  | 0.948              |
| 9       | 9          | «День свободы» «Juneteenth»                               | Яница Браво    | Стефани Робинсон                  | 25 октября 2016  | 0.651              |
| 10      | 10         | «Куртка» «The Jacket»                                     | Хиро Мурай     | Стивен Гловер                     | 25 октября 2016  | 0.786              |

### Сезон 2 (2018)
| № общий | № в сезоне | Название                                     | Режиссёр       | Автор сценария   | Дата премьеры  | Зрители U.S. (млн) |
| ------- | ---------- | -------------------------------------------- | -------------- | ---------------- | -------------- | ------------------ |
| 11      | 1          | «Человек Аллигатор» «Alligator Man»          | Хиро Мурай     | Дональд Гловер   | 1 марта 2018   | 0.851              |
| 12      | 2          | «Спортивная прическа» «Sportin' Waves»       | Хиро Мурай     | Стивен Гловер    | 8 марта 2018   | 0.714              |
| 13      | 3          | «Деньги, Сумка, Красотка» «Money Bag Shawty» | Хиро Мурай     | Стивен Гловер    | 15 марта 2018  | 0.561              |
| 14      | 4          | «Хелен» «Helen»                              | Эми Сайметц    | Таофик Коладе    | 22 марта 2018  | 0.499              |
| 15      | 5          | «Парикмахерская» «Barbershop»                | Дональд Гловер | Стефани Робинсон | 29 марта 2018  | 0.607              |
| 16      | 6          | «Тэдди Перкинс» «Teddy Perkins»              | Хиро Мурай     | Дональд Гловер   | 5 апреля 2018  | 0.776              |
| 17      | 7          | «Сфоткаться с Дрейком» «Champagne Papi»      | Эми Сайметц    | Ибра Эйк         | 12 апреля 2018 | 0.694              |
| 18      | 8          | «Лес» «Woods»                                | Хиро Мурай     | Стефани Робинсон | 19 апреля 2018 | 0.595              |
| 19      | 9          | «На север от границы» «North of the Border»  | Хиро Мурай     | Джамал Олори     | 26 апреля 2018 | 0.487              |
| 20      | 10         | «FUBU» «FUBU»                                | Дональд Гловер | Стивен Гловер    | 3 мая 2018     | 0.694              |
| 21      | 11         | «Ведро с крабами» «Crabs in a Barrel»        | Хиро Мурай     | Стивен Гловер    | 10 мая 2018    | 0.553              |

### Сезон 3 (2022)
| № общий | № в сезоне | Название                        | Режиссёр       | Автор сценария   | Дата премьеры  | Зрители U.S. (млн) |
| ------- | ---------- | ------------------------------- | -------------- | ---------------- | -------------- | ------------------ |
| 22      | 1          | «Three Slaps»                   | Хиро Мурай     | Стивен Гловер    | 24 марта 2022  | 0.310              |
| 23      | 2          | «Sinterklaas Is Coming to Town» | Хиро Мурай     | Джанин Наберс    | 24 марта 2022  | 0.288              |
| 24      | 3          | «The Old Man and the Tree»      | Хиро Мурай     | Таофик Коладе    | 31 марта 2022  | 0.284              |
| 25      | 4          | «The Big Payback»               | Хиро Мурай     | Франческа Слоун  | 7 апреля 2022  | 0.260              |
| 26      | 5          | «Cancer Attack»                 | Хиро Мурай     | Джамал Олори     | 14 апреля 2022 | 0.290              |
| 27      | 6          | «White Fashion»                 | Ибра Эйк       | Ибра Эйк         | 21 апреля 2022 | 0.203              |
| 28      | 7          | «Trini 2 De Bone»               | Дональд Гловер | Джордан Темпл    | 28 апреля 2022 | 0.152              |
| 29      | 8          | «New Jazz»                      | Хиро Мурай     | Дональд Гловер   | 5 мая 2022     | 0.305              |
| 30      | 9          | «Rich Wigga Poor Wigga»         | Дональд Гловер | Дональд Гловер   | 12 мая 2022    | 0.225              |
| 31      | 10         | «Tarrare»                       | Дональд Гловер | Стефани Робинсон | 19 мая 2022    | 0.152              |

### Сезон 4 (2022)
| № общий | № в сезоне | Название                        | Режиссёр       | Автор сценария                       | Дата премьеры    | Зрители U.S. (млн) |
| ------- | ---------- | ------------------------------- | -------------- | ------------------------------------ | ---------------- | ------------------ |
| 32      | 1          | «The Most Atlanta»              | Хиро Мурай     | Стивен Гловер                        | 15 сентября 2022 | 0.216              |
| 33      | 2          | «The Homeliest Little Horse»    | Анджела Барнс  | Ибра Эйк                             | 15 сентября 2022 | 0.126              |
| 34      | 3          | «Born 2 Die»                    | Адамма Эбо     | Джамал Олори                         | 22 сентября 2022 | 0.174              |
| 35      | 4          | «Light Skinned-ed»              | Хиро Мурай     | Стефани Робинсон                     | 29 сентября 2022 | 0.147              |
| 36      | 5          | «Work Ethic!»                   | Дональд Гловер | Джанин Наберс                        | 6 октября 2022   | 0.117              |
| 37      | 6          | «Crank Dat Killer»              | Хиро Мурай     | Стивен Гловер                        | 13 октября 2022  | 0.253              |
| 38      | 7          | «Snipe Hunt»                    | Хиро Мурай     | Франческа Слоун                      | 20 октября 2022  | 0.114              |
| 39      | 8          | «The Goof Who Sat By the Door»  | Дональд Гловер | Франческа Слоун и Карен Джозеф Адкок | 27 октября 2022  | 0.190              |
| 40      | 9          | «Andrew Wyeth. Alfred's World.» | Хиро Мурай     | Таофик Коладе                        | 3 ноября 2022    | 0.126              |
| 41      | 10         | «It Was All a Dream»            | Хиро Мурай     | Дональд Гловер                       | 10 ноября 2022   | 0.223              |

## Реакция
«Атланта» получила широкое признание публики и критиков. На основе первых четырёх эпизодов, веб-сайт Rotten Tomatoes дает первому сезону одобрение на 100 %, основываясь на 61 отзывах, со средней оценкой в 8.9/10. Критический консенсус сайта гласит: «Амбициозный и Освежающий, Атланта предлагает уникальную возможность стать звездой и сценаристу Дональду Гловеру за свой эксцентричный юмор и ряд своевременных и хлестких высказываний.» На сайте Metacritic первый сезон имеет оценку 90 из 100 на основе 36 критики, указывая на «всеобщее признание».
Дэвид Виганд из San Francisco Chronicle дал весьма положительный отзыв и написал: «Сценарии для четырёх эпизодов, доступны для критики, так как имеют много нюансов которые вы увидите на телевизоре или, будьте уверенны, в кинотеатрах. После просмотра первого эпизода, вы не только будете знать всех персонажей, вы будете помешаны на них. Во всех охваченных областях, Атланта держит высокую планку». Соня Сарая из Variety также высоко оценила серии и назвала их «готовыми, кинематографическими, красиво оформленными, которые могут быть одним из лучших шоу этой осени»